# Puente ferroviario del Várzeas
El Puente del Várzeas, también conocido como Viaducto del Várzeas, es una infraestructura ferroviaria de la Línea de la Beira Alta, sobre la Ribera de las Áreas inundables, que se encuentra junto a la localidad de Luso, en el Distrito de Aveiro, en Portugal.

## Características
Situada en las proximidades de la localidad de Luso, este puente, que incluye la Línea de la Beira Alta, presenta cerca de 280 metros de longitud.

## Historia
El puente del Várzeas fue construido por la casa Eiffel, haciendo parte de la primera generación de puentes metálicos utilizados en la Línea de la Beira Alta; este ferrocarril fue inaugurado el 3 de agosto de 1882.